# Veracocha
Veracocha je přezdívka, kterou používají při spolupráci nizozemští trancoví producenti a DJové Vincent de Moor a Ferry Corsten. Oba mají vlastní úspěšnou hudební sólovou kariéru pod vlastními jmény, a také používají mnoho různých pseudonymů.
Jediná skladba, která byla vydána pod pseudonymem Veracocha, je Carte Blanche. Skladba vyšla u hudebního vydavatelství Positiva v roce 1999 a dosáhla 22. pozice v UK Singles Chart. Od svého vydání byla skladba remixována a znovu vydávána při různých příležitostech. Evropská CD verze navíc obsahovala bonusovou skladbu Drafting.
Veracocha také zremixovala skladbu "Ayla" od Ayla (německý DJ a producent Ingo Kunzi).
V roce 2008, byla skladba Carte Blanche znovu vydána s novými verzemi od Cosmic Gate a Manuel de la Mare.

## Diskografie

### Singly
- 1999 – Carte Blanche
- 2008 – Carte Blanche (2008 Edit)